# Rząd Friedricha Eberta

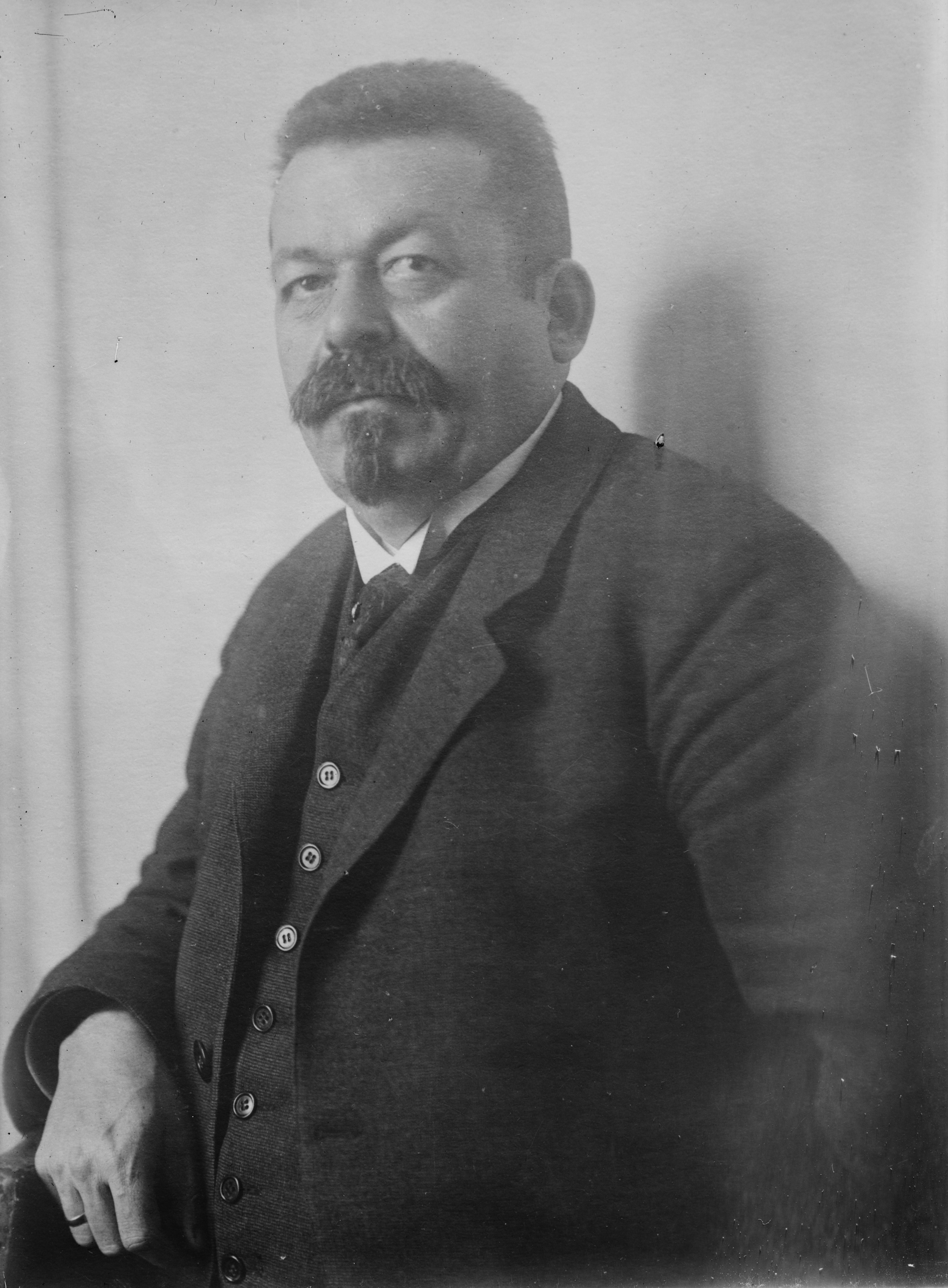
Friedrich Ebert

Rząd Friedricha Eberta – rząd Niemiec pod kierownictwem Friedricha Eberta w okresie od 9 listopada 1918 do 13 lutego 1919.
| Funkcja                         | Imię i nazwisko                                                                      | Partia          |
| ------------------------------- | ------------------------------------------------------------------------------------ | --------------- |
| Reichskanzler – Kanclerz Rzeszy | Friedrich Ebert                                                                      | SPD             |
| Minister spraw zagranicznych    | Wilhelm Solf (do 13 grudnia 1918) Ulrich von Brockdorff-Rantzau (od 2 stycznia 1919) | DDP bezpartyjny |
| Minister spraw wewnętrznych     | Karl Trimborn                                                                        | Zentrum         |
| Minister sprawiedliwości        | Paul von Krause                                                                      | DVP             |
| Minister finansów               | Siegfried von Roedern (do 14 listopada 1918) Eugen Schiffer                          | bezpartyjny DDP |
| Minister gospodarki             | August Müller                                                                        | SPD             |
| Minister polityki żywnościowej  | Emanuel Wurm                                                                         | SPD             |
| Minister pracy                  | Gustav Bauer                                                                         | SPD             |
| Minister marynarki wojennej     | Ernst Ritter von Mann Edler von Tiechler                                             | bezpartyjny     |
| Minister poczty                 | Otto Rüdlin                                                                          | bezpartyjny     |
| Minister skarbu Państwa         | Siegfried von Roedern                                                                | bezpartyjny     |
| Minister kolonii                | Wilhelm Solf                                                                         | DDP             |
| Minister bez teki               | Matthias Erzberger                                                                   | Zentrum         |